# 7º Corpo d'assalto aereo
Il 7º Corpo di reazione rapida (in ucraino 7-й korpus швидкого реагування?, 7-j korpus švydkoho reahuvannja), ufficialmente 7º Corpo d'assalto aereo (in ucraino 7-й десантно-штурмовий корпус?, 7-j desantno-šturmovyj korpus), è un corpo d'armata delle Forze d'assalto aereo ucraine.

## Storia
Il corpo è stato formato nel gennaio 2024 per riunire sotto un comando unificato tutte le unità di manovra delle Forze d'assalto aereo, consistenti in 9 brigate e un reggimento, oltre a una brigata di artiglieria e un battaglione di comando costituito ad hoc. A differenza degli altri due corpi d'armata delle Forze terrestri ucraine, il 9º e il 10º, non dispone di unità corazzate autonome ma si avvale delle compagnie di carri armati delle singole brigate.
Il 5 febbraio 2025, all'inizio della riforma delle Forze armate ucraine che prevede la transizione verso una struttura basata proprio sui comandi intermedi di corpo d'armata invece che sui gruppi tattici e operativi, è stata resa nota l'intenzione di dividere il 7º Corpo d'assalto aereo in due. Alla fine di aprile, sulla base dell'82ª Brigata d'assalto aereo è stato quindi costituito l'8º Corpo d'assalto aereo, lasciando sotto il controllo del 7º circa la metà delle unità. Alla fine di luglio la 148ª Brigata artiglieria è stata trasferita dall'8º al 7º Corpo e sostituita dalla 147ª Brigata artiglieria, appena costituita per consentire ad entrambi i corpi di avere un'unità di artiglieria dedicata. Alla fine di luglio le unità del corpo sono schierate in uno dei settori più impegnativi del fronte, quello di Pokrovs'k, a supporto del 9º Corpo d'armata già operativo nell'area.

## Struttura
- Comando di corpo d'armata[7]
- 25ª Brigata aviotrasportata "Sičeslav" (unità militare A1126)
- 77ª Brigata aeromobile "Transdnipria" (unità militare A4355)
- 79ª Brigata d'assalto aereo "Tauride" (unità militare A0224)
- 81ª Brigata aeromobile "Slobožanščina" (unità militare A2120)
- 78º Reggimento d'assalto aereo "Herts" (unità militare A7788)
- 148ª Brigata artiglieria "Žytomyr" (unità militare A3316)
- 87º Battaglione comando (unità militare A4885)

## Comandanti
- Colonnello Valerij Kurač (gennaio 2024 - ottobre 2024)[8]
- Colonnello Valerij Skred (ottobre 2024 - luglio 2025)[9]
- Colonnello Jevhen Lasijčuk (luglio 2025 - in carica)[10]